# Gotpold
Gotpold (též: Gotthard, Gottbold, Gothart, či Hotart, † 10. března 1169) byl zvolený, avšak nevysvěcený pražský biskup.

## Život
Gotpold byl příbuzný české královny Judity (Jitky) Durynské a stejně jako ona pocházel z Durynska. Stal se řeholním kanovníkem premonstrátského kláštera na Strahově. Královna Jitka jej navrhovala jako opata do čela premonstrátského kláštera v Želivi, avšak bez úspěchu.
Po smrti pražského biskupa Daniela I. byl Gotpold opět s podporou královny zvolen za jeho nástupce, zemřel však 10. března 1169, tedy ještě před vysvěcením na biskupa.